# Carl Nielsen (borgmester)
 For alternative betydninger, se Carl Nielsen (flertydig). (Se også artikler, som begynder med Carl Nielsen)
Carl Nielsen (født 22. januar 1917, død oktober 2011) var en dansk landmand og kommunalpolitiker. Han var borgmester i Brovst Kommune fra 1970 til 1986.

## Virke
Nielsen drev gården Arentsmiride i Vester Røgild ved Brovst fra 1942. Han blev valgt til kommunalbestyrelsen i Brovst sognekommune i 1958 og sad i kommunalbestyrelsen uafbrudt til 1998 (efter kommunalreformen i 1970 i kommunalbestyrelsen i Brovst Kommune). Nielsen var valgt på en lokalliste. Han blev den første borgmester i Brovst Kommune og havde posten i 16 år før han igen blev menigt kommunalbestyrelsesmedlem. Nielsen blev boede på gården Arentsminde til han var 87 år. Han var ridder af Dannebrog.